# 1-й Донецкий корпус (РПАУ)
1-й Донецкий корпус — воинское формирование Революционная повстанческая армия Украины, один из 4 корпусов который был создан 1 сентября 1919 года, просуществовал до 1920 года.

## История
1 сентября 1919 года в Добровеличковке состоялось собрание повстанцев, на котором от каждого полка был избран делегат. На собрании обсуждали вопрос дальнейшего политического существования махновщины как самостоятельного организма. Также обсуждался вопрос реорганизации повстанческих полков в единую армию, которая была бы эффективна в партизанской войне. На собрании был избран Реввоенсовет армии, штаб Повстанческой армии. Повстанческие полки во главе с Н. Махно официально были названы «Революционной Повстанческой Армией Украины (махновцев)». Ответственным за организацию армии был Белаш, Виктор Фёдорович. Белаш разработал структуру РПАУ которая была утверждена Реввоенсоветом армии: РПАУ складывается из четырёх корпусов (трёх действующих и одного резервного), корпуса — из полков, полки — из батальонов и дивизионов. Батальоны и дивизионы делились на роты и сотни; роты и сотни — на взводы; взводы — на полувзводы.
Во главе 1-го Донецкого корпуса был назначен Калашников.
27 сентября 1919 года 1-й корпус принял участие в бою под Перегоновкой, в котором махновцы одержали крупную победу. 28 сентября 1919 года Махно принял решение о глубоком рейде на Екатеринославщину, в котором также принимал участие 1-й корпус. В свой рейд Повстанческая армия Махно отправилась походным порядком тремя основными колоннами. Пехота на тачанках и кавалерия совершала ежедневно переходы в 80—90 вёрст. Согласно приказу по армии, левая колонна, состоявшая из пехотных полков 1-го корпуса, двигалась по маршруту Новоархангельское — Б. Виска — Елисаветград — Аджамка — Н. Прага — Новостародуб — Зелёное — Каменка — Екатеринослав (протяжённостью 320 вёрст). Части 1-го корпуса А. Калашникова не стали задерживаться для штурма города и изменили маршрут. В результате колонна Калашникова заняла Кривой Рог (это входило в задачу 2-го корпуса), его наступление на Екатеринослав не состоялось.
11 января 1920 года под его руководством на собрании командиров в Гуляйполе было решено 1-й корпус немедленно распустить по домам.
Весной 1920 года из бойцов бывшего 1-го корпуса был создан повстанческий отряд во главе с Нестором Махно.

## Численность
На 1 декабря 1919 года — 15 500 штыков, 3650 шашек, 144 пулемёта, 16 пушек и орудий.

## Состав
Состав на февраль 1920.
Начальник штаба корпуса: Табас, начальник оперотдела корпуса: Саханов.
В состав корпуса входили следующие бригады:
- 1-я бригада: комбриг Калашников, начштабриг Серебрянский, помначштабриг Пластар, адъютант Мищук.

В состав бригады входили следующие полки:
- - 24-й Терновский полк: комполка Чёрный Тимофей, Попов Дмитрий Иванович Терновка
  - 21-й Весело-Терновский: комполка Берковский, Веселотерноватое
  - 28-й Александровский полк, Запорожье
  - 1-й Екатеринославский полк, Днепр
  - 13-й Повстанческий полк им. Батько Махно Лашкевич
  - 3-й Крымский полк: комполка Плаксим,
  - 1-й Кубанский кавполк,
  - 2-й Екатеринославский кавполк, Днепр
  - отряд Гаркуши.

1-й бригаде придано 9 орудий: 6 трёхдюймовых, 2- английских трёхдюймовых, 1 горное орудие.
- 1-я кавбригада: комбриг Щусь
- 2-я бригада: комбриг Вдовиченко.

В состав бригады входит следующие полки:
- - 3-й Донской кавполк,
  - отряд Павловского,
  - 4-й Новоспассовский полк, Осипенко
  - 1-й артдивизион.

- 3-я бригада: комбриг Гавриленко.

В состав бригады входят следующие полки:
- - 11-й Любицкий полк, Любицкое
  - 10-й Гуляйпольский полк, Гуляйполе
  - 8-й кавполк,
  - 3-й артдивизион.

Бригаде придано 5 орудий: четыре 3-дюймовых и одна горная.
- 3-я ударная Крымская бригада: комбриг Бондарев.
- 4-я бригада: комбриг Уралов.

В состав бригады входят следующие полки:
- - 30-й Бердянский полк, Бердянск
  - 42-й Нагайский полк, комполка Голик, Приморск
  - 26-й Таврический полк: комполка Ищенко.

Бригаде придано 8 орудий: два английских 3-дюймовых, пять русских 3-дюймовых, одно горное и из коих одно дальнобойное.
- 5-я бригада: комбриг Мирзликин

В составе бригады входят следующие полки:
- - 13-й Казанский полк
  - 16-й Таврический полк: комполка Букин
  - 19-й Мелитопольский: комполка Рюмшин

Бригаде придано одно 3-дюймовое орудие.
- 6-я бригада: комбриг Павловский.

В составе бригады входят следующие полки:
- - 62-й Днепровский полк
  - 66-й Крымский полк: комполка Володин
  - 7-й кавалерийский полк[4].
- Отдел снабжения 1-го Донецкого корпуса
- Корпус конной разведки
- Комендантская рота
- Ударная группа[5].

## Бойцы
- Задов, Лев Николаевич — начальника контрразведки 1-го Донецкого корпуса.
- Белецкий Фёдор — сотрудник контрразведки 1-го Донецкого корпуса.
- Буданов Авраам Ефремович — начальником штаба 1-го Донского корпуса.
- Бурлак Григорий — повстанец в составе конной разведки 1-го Донецкого корпуса в ноябре 1919
- Глущенко Фёдор — сотрудник контрразведки 1-го Донского корпуса.
- Щусь, Феодосий Юстинович — с сентября по декабрь 1919 года — командир 1-й кавбригады 1-го Донецкого корпуса.
- Дорож, Максим — с февраля 1920 года —  помощник начальника кавалерии Агафонова.[6]